# Arabia Saudita ai Giochi della XX Olimpiade
L'Arabia Saudita partecipò ai Giochi della XX Olimpiade che si sono svolti a Monaco di Baviera dal 26 agosto all'11 settembre 1972, con una delegazione di 10 atleti, tutti impegnati in discipline dell'atletica leggera. Fu la prima partecipazione dell'Arabia Saudita ai Giochi Olimpici. Il portabandiera fu il diciassettenne Bilal Said Al-Azma che gareggiò nel salto in lungo e nella staffetta 4×100. Non fu conquistata nessuna medaglia.